# Lautersches Schlösschen

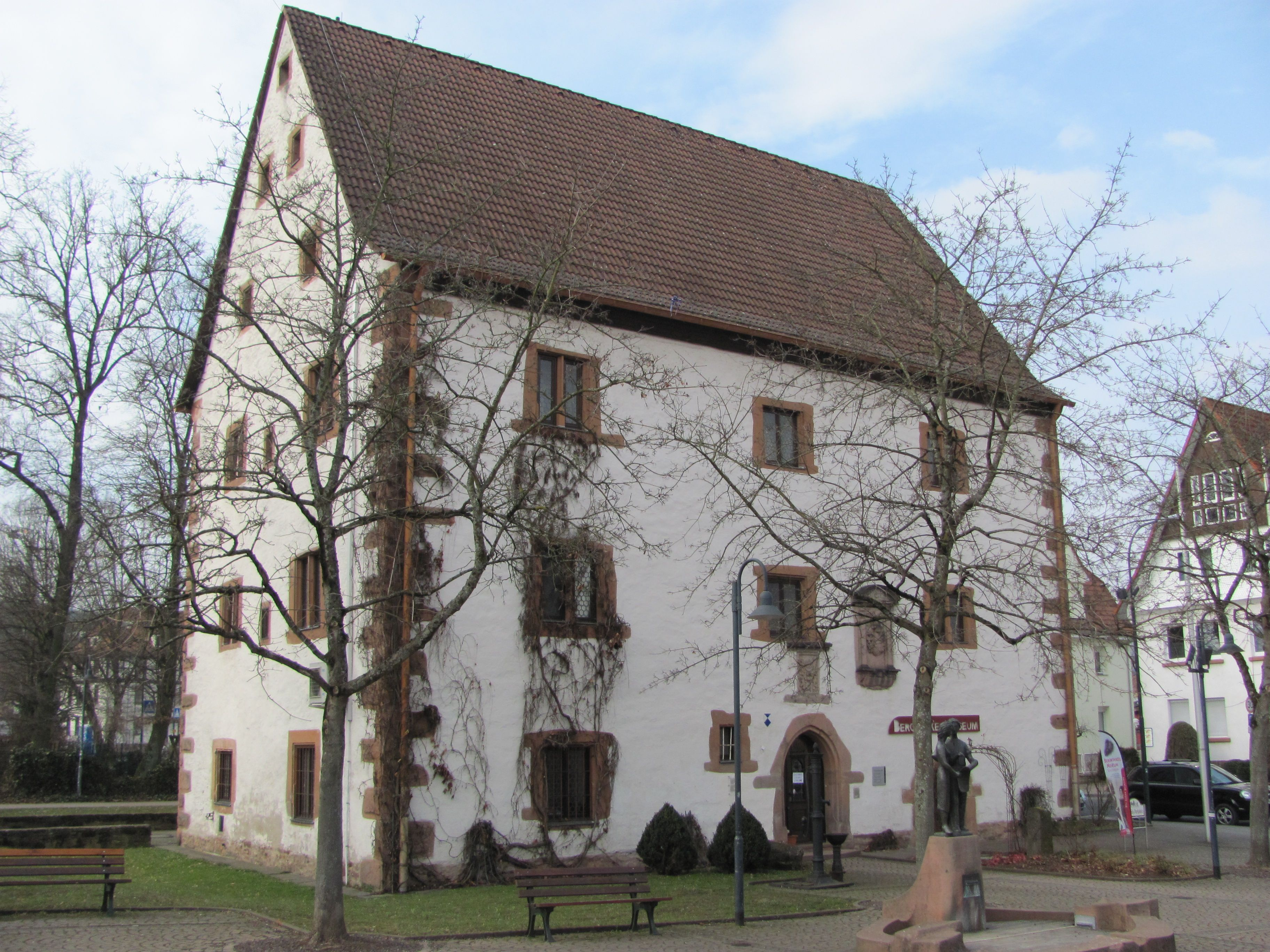
Das Lauter’sche Schlösschen von der Eingangsseite

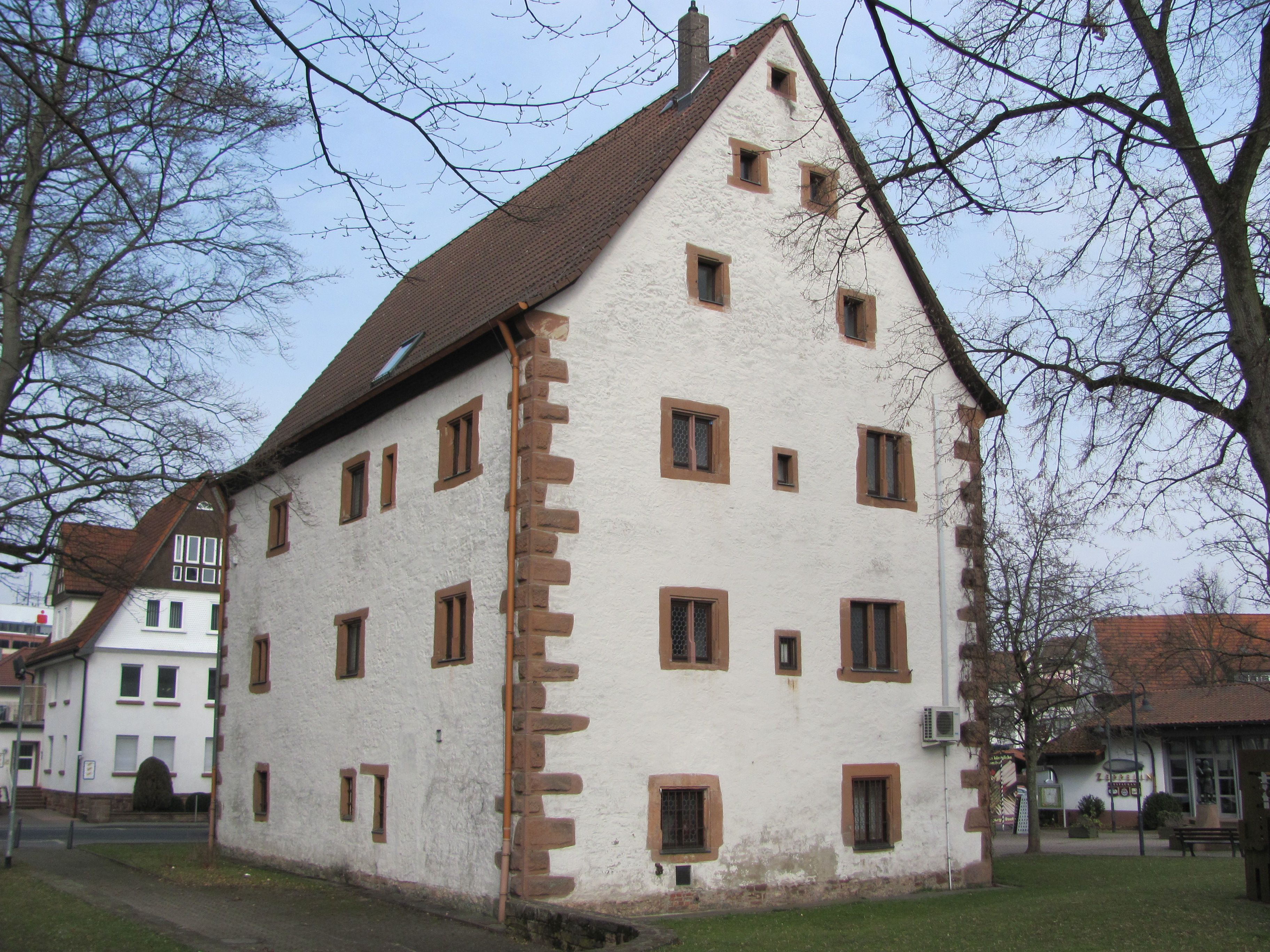
Lauterschlösschen von hinten

Das Lauter’sche Schlösschen oder Lauterschlösschen ist ein mittelalterliches Schloss und heutiger Sitz des Bergwinkelmuseums in einer kleinen Grünanlage gegenüber der neuen Stadthalle vom Schlüchtern (Schlossstraße 15), im Main-Kinzig-Kreis in Hessen. Das ehemalige auch Trimbergsches Hofgut genannte Gebäude ist das älteste Profangebäude der Stadt.

## Geschichte
Das Trimbergsche Hofgut wurde 1338 als „Steinhus zu Sluchtern“ erwähnt. 1362 gab Konrad von Trimberg den klösterlichen Vogthof Sanne, der Witwe Hermanns von Schlüchtern, zu Lehen auf. Um 1440 kam der Besitz an Hans von Lauter, der seinen Lehensitz umbauen und erweitern ließ.
Im Zuge des Dreißigjährigen Krieges wurde das Schloss beschädigt und 1675 für Hans Ernst von Lauter wieder aufgebaut.
Als weitere Besitzer werden 1688 die Herren von Dehn-Rothfels und 1798 durch Kauf der Salzverwalter Wilhelm Stickel genannt. Gern gesehene Gäste Stickels waren die aus Steinau stammenden Gebrüder Grimm. Ihr Bruder Ludwig Emil Grimm beschreibt das Anwesen in seinen Lebenserinnerungen:
„Die Familie Stickel wohnt ganz nah bei Schlüchtern in einem alten Haus (das Schlößchen genannt), von Stein bis obenauf gebaut. Es ist mit Wasser umgeben und über eine Zugbrücke kommt man zum Schlösschen. Das ganze ist mit einem Obstgarten umgeben, woran die Kinzig fließt. ... Über dem Tor war ein Wappen in Stein gehauen, ...“.
1819 erwarb Moritz Zinkhan das Schlösschen für 4500 Gulden. Das Schlösschen blieb im Besitz bis zum Tod Zinkhans 1851. 1902 kam das Schloss an die Stadt Schlüchtern. Nach baulichen Veränderungen beherbergte das Schloss die Dienstwohnung des Bürgermeisters und die Weitzelbibliothek.
Nach dem Zweiten Weltkrieg war das Schloss 1947–48 von der amerikanischen Besatzungsmacht besetzt und diente danach als Sitz der Spruchkammer zur Entnazifizierung ehemaliger Parteimitglieder. Im Schloss befand sich außerdem ein Geschäftszimmer der Europäischen Akademie (bis 1951) und die Bibliothek des Amerika-Hauses.
Nach Umbauten 1970–71 zog das „Bergwinkelmuseum“ als Heimatmuseum der Stadt Schlüchtern in das Schloss ein. 1978 bis 1982 wurde das Schlösschen entkernt, mit neuer moderner Raumaufteilung versehen und dem Museumsbetrieb entsprechend umgebaut.

## Baubeschreibung
Das Schloss zeigt heute ein dreigeschossiges, spätgotisches Herrenhaus mit Eckbuckelquadern und steilem Giebeldach sowie ein gotisches Portal und rechteckige Zwillingsfenster. In der Stadtansicht Schlüchterns von 1626 von Daniel Meissner für sein Politisches Schatzkästlein wird das Schlösschen noch mit einem vorgesetzten Treppenturm gezeichnet, der aber wohl mit den Zerstörungen im Dreißigjährigen Krieg wieder unterging. Mit dem Lauter’schen Schlösschen ist ein einfaches Festes Haus erhalten geblieben, das als ein typischer Vertreter dieser Architekturform des ausgehenden Mittelalters angesehen werden kann, aber sich dabei noch ganz an die hochmittelalterliche Repräsentationsarchitektur anlehnt.
Neben dem gotischen Wappen über dem Sandstein-Portal, ein typisch gotisches Portal mit leichtem Spitzbogen und Birnstab-Profilierung, gibt es seitlich in Höhe der zweiten Etage ein versetztes Barockwappen mit einem ausgesetzten Halbbogen Giebel und der Inschrift:
„Im Jahre 1675 habe ich, Hans Ernst von Lauter, hochfürstlich bambergischer Rat, Oberschultheiß, auch Amtmann zu Höchstadt und Wachenroth, der ich mit meinen ehelichen Leibserben von der alten Lauterschen Linie noch am Leben, dies Schloß, so im Kriege beschädigt wurde, meinen Kindern in Hessen wieder aufbauen lassen“.

Beide Wappen erinnern an das Lautersche Geschlecht.